# 辻イト子・まがる
辻イト子・辻まがるは、日本の夫婦漫才コンビ。吉本興業所属。
1999年（平成11年）、漫才コンビ『辻イト子・辻マガル』結成。今宮子供えびすマンザイ新人コンクールで240組の中から決勝の15組に残り、吉本興業からスカウトされる。NSC21期生。2004年（平成16年）、東京に進出を決め、吉本興業の大阪事務所から東京事務所に所属替えとなり、コンビ名を『辻イト子・辻まがる』に改名。

## プロフィール
- 辻イト子（本名）ツッコミ担当。大阪府岸和田市阿間河滝町出身。本業はみかん農家で、1994年からタレント養成事務所に入り、1999年、夫とコンビ『辻イト子・辻まがる』を結成。また、自宅に芸能プロダクション『みかん山プロダクション』を設立。現在は、漫才師だけでは無く、女優、講師としても活躍している。2008年12月自叙伝「いくつになっても輝きたいねん」（家の光協会）を出版。

- 辻まがる（本名：辻勝仁）ボケ担当。福岡県出身。元銀行員で、大阪の銀行で勤めていた時に、辻イト子と知り合い、婿養子となり、結婚した。現在は、漫才師だけでは無く、俳優、講師として活躍している。
- 2010年（平成22年）9月19日午前10時40分頃に、ミカン山の畑仕事中の不注意で燃え広がり、約1000平方 mを焼く山火事となる。本人も顔と足に軽い火傷を負う[1][2]。被害賠償金は数百万円になったといわれる。

## 過去の出演番組
- FNSソフト工場「THE 団塊裁判ショー」（フジテレビ　制作：石川テレビ）2008年6月29日（日）放送　『第10回 FNSソフト工場』優秀賞受賞作品
- ひるおび!（TBS）2010年8月4日（水）放送 - 荻原博子の節約 家計仕分け人

## テレビドラマ
- 浪花少年探偵団
- 天の瞳テレビドラマ（イト子のみ）
- オカン（まがるのみ）
- わが心の通天閣（再現ドラマ）（まがるのみ）
- 東京DOGSテレビドラマ（イト子のみ）

## 映画
- モル

（以下、イト子のみ）
- ナニワ金融道 灰原勝負!起死回生のおとしまえ!!
- 喧嘩の花道
- 岸和田少年愚連隊
- おばちゃんチップス
- ビッグ・ショー! ハワイに唄えば
- ぼくんち
- ネット・バイオレンス

## 書籍
- 『いくつになっても輝きたいねん』 家の光協会 2008年12月 ISBN 4259547232